# ذكر أبيض غاضب
«الذكر الأبيض الغاضب» هو تعبير ازدرائي للذكور البيض ذوي الآراء المحافظة أو الرجعية في سياق السياسة الاميركية، ويتميزون عادة «بمعارضة السياسات والمعتقدات الليبرالية المضادة للتمييز». بصورة أكثر تخصيصا، الذكر الأبيض الغاضب عادة يعارض سياسات التمييز الإيجابي والنسوية.

## التطور
شاع المصطلح كإشارة للكتلة التصويتية التي ظهرت في أوائل عقد 1990 كرد فعل على مظالم مزعومة يواجهها الرجال البيض بسبب التمييز الإيجابي في أماكن العمل. يتميز الذكر الأبيض الغاضب بالعداء تجاه الشباب، أو النساء أو الأقليات. تم وصف أنصار دونالد ترامب من قبل بعض المعلقين السياسيين بأنهم ذكور بيض غاضبون.

## في أستراليا
إن عبارة الرجل الأبيض الغاضب لا تقتصر باستخدامها على الولايات المتحدة فقط: فقد ظهرت أثناء الانتخابات الفيدرالية في أستراليا في عام 1998. ومن ثم ظهرت أحزاب سياسية جديدة في أثناء فترة الانتخابات بسبب حركة حقوق الآباء التي سبقت الانتخابات في أستراليا. يشمل ذلك حزب إلغاء دعم الأسرة/محكمة الأسرة وحزب إصلاح قانون الأسرة. وعلى غرار استخدام المصطلح في الولايات المتحدة، فقد عارض الرجال الأستراليين الذين يصنفون على أنهم رجال بيض غاضبون ما يعتبرونه جدول الأعمال النسائي. وقد أُنشئت هذه الأحزاب السياسية كردّ فعل على العدد التاريخي للنساء المنتخبات لعضوية مجلس النواب. ادّعى أعضاء هذه الجماعات أن «مناصري حقوق المرأة قد رسخوا أنفسهم في مواقع السلطة والنفوذ في الحكومة وهم يستخدمون سلطتهم هذه لإيذاء الرجال».
في عام 2016، صرّح السيناتور إريك أبيتز، من الحزب الليبرالي الأسترالي يمين الوسط، في حجة ضد المادة 18 من قانون التمييز العنصري لعام 1975، أن تمرير هذا القانون كان «غريبًا» لدرجة أن اللجنة الأسترالية لحقوق الإنسان تهتم بما يعتبره «مصطلحات عنصرية» مثل الرجل الأبيض الغاضب، لكن لا تهتم إذا تم استخدام لون آخر لوصف شخص ما. وفي تصريح آخر قال: «لا يمكن للمرء إلا أن يعتقد أن مصطلح «أبيض» يمكن أن يشير فقط إلى لون البشرة وبالتالي أنت تشير إلى لون البشرة وبالتالي يُفترض على المرء أن يعتقد أن التعليق هذا مبني على أساس العِرق».

## في الثقافة الشعبية
يطبق هذا المصطلح على أولئك الذين يعتقد أنهم يعارضون حركة الحقوق المدنية والموجة الثانية من الحركة النسوية.
وصفت بعض الأفلام مثل: جو، والثور الهائج، وسقوط، وكوب، وبارك الله أمريكا، وجوكر، وكلينت إيستوود في كل من هاري القذر وغران تورينو، بأنها استكشاف لتعريف الرجل الأبيض الغاضب. على وجه الخصوص، بطل فيلم سقوط (عامل مطلق مسروق ينحدر عن طريق الصدفة والاختيار إلى دوامة من الغضب والعنف المتزايدين) الذي صُنّف على نطاق واسع بأنه ممثل للقوالب النمطية.
أما شخصية آرتشي بانكر من المسلسل التلفزيوني كل من بالأسرة ومكان آرتشي بانكر، فقد «حوّلت الذكر الأبيض الغاضب إلى أيقونة ثقافية»، وفقًا لما ذكرته سي بي إس نيوز. وُصف والتر وايت في المسلسل التلفزيوني اختلال ضال بأنه «ذكر أبيض غاضب».